# Norroy
Norroy – miejscowość i gmina we Francji, w regionie Grand Est, w departamencie Wogezy.
Według danych na rok 1990 gminę zamieszkiwały 313 osoby, a gęstość zaludnienia wynosiła 43 osób/km² (wśród 2335 gmin Lotaryngii Norroy plasuje się na 737 miejscu pod względem liczby ludności, natomiast pod względem powierzchni na miejscu 809).